# Stadnina Koni Prudnik
Stadnina Koni Prudnik – ośrodek hodowli koni sportowych w Chocimiu, niedaleko Prudnika. Jego siedziba znajduje się w pałacu przy ulicy Józefa Poniatowskiego w Lipnie w Prudniku. Stadnina jest członkiem Polskiego Związku Hodowców Koni.

## Historia
Hodowla koni w okolicy Prudnika została rozpoczęta w 1949 w Łące Prudnickiej. Przywieziono do niej wówczas z Prószkowa ponad 30 klaczy importowanych z Norwegii. Po jakimś czasie hodowla została przeniesiona do Chocimia. Stadnina podlegała Stadninie koni w Mosznej. 1 lipca 1968 Stadnina Koni Prudnik stała się samodzielną jednostką. W latach 70. i 80. XX wieku była właścicielem kompleksu obiektów na terenie Koźla.
We wrześniu 2014 w stadninie w Prudniku urodziła się klacz za pomocą metody embriotransferu. Był to drugi taki udany przypadek w polskiej hodowli konia. 9 września 2016 roku prezesem Stadniny Koni Prudnik został były poseł Samoobrony RP Józef Stępkowski.
W czerwcu 2024 prezesem ośrodka została Anetta Sałacka. W sierpniu 2024 Stadnina Koni Prudnik przejęła po spółce Agromax z Raciborza 2,5 tys. ha gruntów w czterech gminach województwa śląskiego. Łączna powierzchnia pastwisk i gruntów ornych gospodarstwa wyniosła 5 tys. ha.

## Sport
W 1972 roku powstał Ludowy Klub Jeździecki Olimp Prudnik. Jego siedziba znajduje się w Prudniku na Górce przy ulicy Jesionkowej 2.
W stadninie organizowane są regionalne zawody konne w skokach przez przeszkody.

## Galeria

Zawodnicy SK Prudnik podczas wyścigów konnych we Wrocławiu
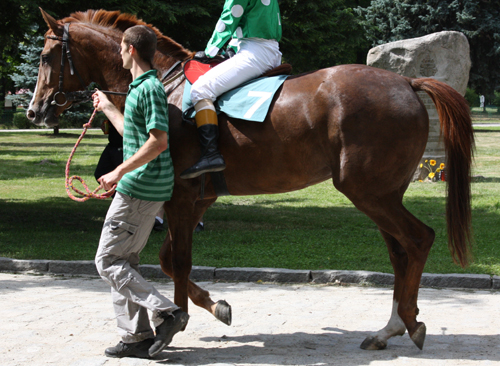
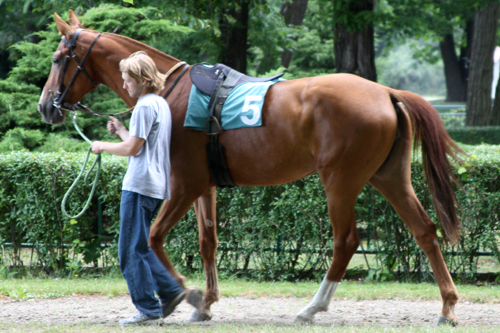
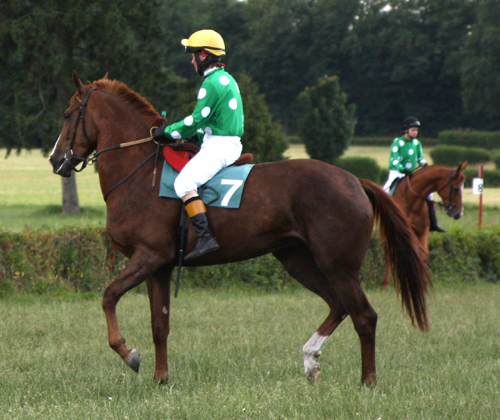
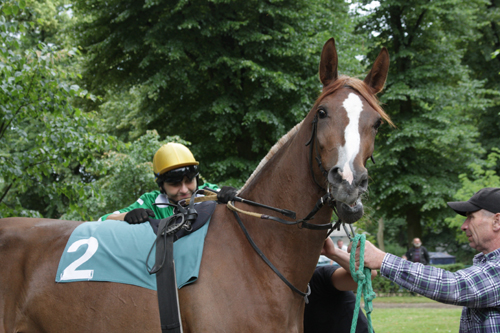
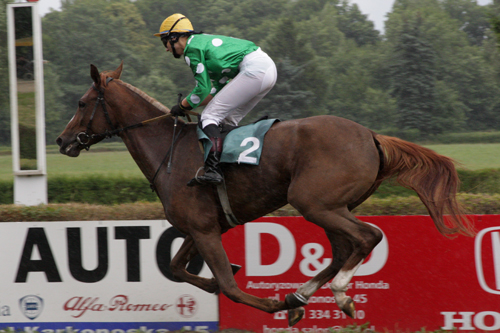